# Söllingen (Pfinztal)
Söllingen ist ein Ortsteil der Gemeinde Pfinztal im Landkreis Karlsruhe in Baden-Württemberg. Als flächenmäßig größter Ortsteil ist Söllingen Sitz der Gemeindeverwaltung.

## Nachbarorte
An die Ortschaft Söllingen grenzen die Orte Kleinsteinbach, Berghausen, Wöschbach und Wilferdingen-Singen (Remchingen).

## Geschichte
Die erste urkundliche Erwähnung stammt aus dem Jahr 1085. Im 12. Jahrhundert war Söllingen im Grundbesitz der Klöster Gottesau, Herrenalb und Hirsau, der Ort wurde damals als "Saldingen" bezeichnet. Im 16. Jahrhundert ging der Besitz an die Markgrafschaft Baden. 1867 entstand die Bahnverbindung zwischen den Städten Karlsruhe und Pforzheim. Infolgedessen erhielt Söllingen einen Bahnhof. Das Gewerbe und später die Industrie gewannen im 19. Jahrhundert große Bedeutung für die Gemeinde. An der Gemarkungsgrenze zu Kleinsteinbach entstand ein für die damalige Zeit bedeutendes Industrieunternehmen, das Wolframwerk („Hammerwerk Söllingen“). Die Metallindustrie, die sich insbesondere im benachbarten Durlach angesiedelt hatte, gab auch den Bewohnern von Söllingen neue Verdienst- und Arbeitsmöglichkeiten. Rund 800 Heimatvertriebene fanden nach dem Zweiten Weltkrieg in Söllingen ein neues Zuhause.

"Hammerwerk"

Zunehmend entwickelte sich Söllingen vom Bauerndorf zur Wohngemeinde. Der sprunghafte Anstieg der Einwohnerzahl stellte sich bis 1950 hinsichtlich der Infrastruktur zunächst etwas problematisch dar. In den späteren Jahren bis heute jedoch entwickelte Söllingen als Wohnort große Anziehungskraft. Die Gemeindeverwaltung hatte zwischenzeitlich die notwendigen Gemeinschaftseinrichtungen geschaffen. Am 1. Januar 1974 wurde Söllingen in die neue Gemeinde Pfinztal eingegliedert. 2010 feierte Söllingen sein 925-jähriges Bestehen.

## Verkehr
Der Bahnhof Söllingen (b Karlsruhe) liegt an der Bahnstrecke Karlsruhe–Mühlacker. In den Jahren 2023 und 2024 wurden umfangreiche Modernisierungen sowie ein kompletter Neubau des Bahnhofs durchgeführt. Eine Unterführung für Autos und Fahrräder ist derzeit noch in Bau. Genau wie Berghausen und Kleinsteinbach ist Söllingen an die Stadtbahn Karlsruhe mit den Stadtbahnlinien S5 Wörth – Pforzheim Hbf (mit 3 Haltestellen; Söllingen Retzstraße, Söllingen Bahnhof und Söllingen Kapellenstraße) und S51 Germersheim – Söllingen Bahnhof angeschlossen. Die Haltestellen Bahnhof und Reetzstraße werden werktags (außer vormittags) tagsüber im 10-Minuten-Takt bedient. Zweimal stündlich bedient die Stadtbahn die Haltestelle Kapellenstraße und fährt weiter bis zum Hauptbahnhof in Pforzheim.
Auch Söllingen wird von der Bundesstraße 10 durchquert. Inzwischen existiert eine Ortsumgehung im Norden Söllingens. Diese wurde gebaut, um den Ort vom LKW-Verkehr ins Gewerbegebiet Söllingens zu entlasten. Der Anlieferverkehr des Gewerbegebietes kann nun direkt auf die B10 auffahren.
Seit Dezember 2021 verbindet die Buslinie 152 über die Haltestellen Söllingen Rathaus und Söllingen Leerdamplatz sowie Haltestellen in Kleinsteinbach und Berghausen das Pfinztal mit der Gemeinde Karlsbad.

## Wirtschaft
In Söllingen finden sich verschiedene Gewerbegebiete für das produzierende Gewerbe. Das größte zusammenhängende Gebiet befindet sich in der Reetzstraße, welches durch die Nordumgehung Söllingen direkt von der B10 aus zu erreichen ist.
Neben den Gewerbegebieten finden sich im Dorf diverse Einzelhandelsläden sowie das zu Söllingen gehörende Hammerwerk-Center.

## Bildung
Söllingen verfügt – wie alle Pfinztaler Ortsteile – über eine Grundschule. Daneben gibt es noch eine Vielzahl an Betreuungsangeboten für Kinder aller Altersklassen in kirchlicher und kommunaler Trägerschaft.

## Kirchen und Glaubensgemeinschaften
In Söllingen sind mehrere Kirchen und Glaubensgemeinschaften vertreten. Neben der evangelischen Michaelskirche sind dies die Katholische Kirche St. Pius X, die Liebenzeller Gemeinschaft und die Neuapostolische Kirchengemeinde.

### Michaelskirche
Mit der Gründung der großen Klöster in St. Gallen, Weißenburg und Lorsch im 7./8. Jahrhundert setzte die Christianisierung ein, die im folgenden Karolingerreich (8./9. Jh.) auch in der Region um Söllingen erstarkte.
Die Michaelskirche, die hauptsächlich einen spätgotischen Baustil aufweist, geht in ihren ältesten Teilen bis ins 13. Jahrhundert zurück. Hochstehend, bis in das 20. Jahrhundert hinein, überragte sie das Dorf, stand lange Zeit inmitten des Friedhofes und war von einer Ringmauer umgeben. Das Portal erreichte man nur über Kirchenstaffel und Mauertor. Bauhistorische Untersuchungen ergaben, dass der untere Teil des Kirchturmes und der Sakristei bereits romanischen Ursprungs sind. Im 13. Jahrhundert wurden Sakralbauten vielfach in diesem Baustil errichtet. In Anlehnung an die römische Baukunst sind solche Bauelemente auch an der Kirche vorzufinden. Hierzu gehört der rund 7 Meter breite, fast quadratische Turm bis zur Glockenstube. Von ihm ist im Dachraum die rundbogige Zugangsöffnung in Quadermauerwerk erhalten, die nur über eine Leiter erreichbar war. Aus jener Zeit stammen auch die Sandsteinumrahmung des Chor- bzw. Triumphbogens bis zur Kämpferhöhe und das 1991 im Chor entdeckte Fundament einer romanischen Apsis (Altarnische).
Die erste schriftliche Erwähnung einer Kirche in Söllingen ist in einer Urkunde vom 25. Mai 1291 enthalten. Danach wurde dem Markgraf Hermann VII. von Baden vom Kloster Weißenburg „das Dorf und Patronatsrecht über die Kirche“ zu Lehen gegeben. Bis dahin war Weißenburg Eigentümerin der Kirche.
Die erhaltenen romanischen Bauteile sind von der damaligen Steinkirche. Als Chorturmkirche angelegt, ragt der Turm über dem Altarraum empor. In Kriegs- und Notzeiten diente sie als Wehrkirche und bot Schutz für die Bewohner. Die unten rund 150 cm dicken Turmwände hatten oberhalb des Chores nur schmale schlitzartige Öffnungen. In den oberen Etagen verjüngen sich die Wandstärken (125 und 110 cm). Genauere Daten über die Kirche finden sich erst im 15. Jahrhundert. Unter der Regierungszeit des Speyerer Bischofs Johann Nix von Enzberg und des Markgrafen Karl I. von Baden wurde im Jahr 1459 der Auftrag zum Umbau und zur Erweiterung des Gotteshauses erteilt. Die Bauleitung übte der Abt Johann von Udenheim von Herrenalb aus. Zuerst brach man die Ostseite des Turms auf und erweiterte den Altarraum nach Osten zu einem kleinen Chor. Im Zeitstil der Spätgotik wurde die Ostwand dreiseitig mit vier abgetreppten Strebepfeilern und fünf hohen, spitzbogigen Fenstern mit Fischblasenmaßwerk geschlossen. Die Nordostecke des Turmes musste durch einen Strebepfeiler gesichert werden. Die Glockenstube wurde mit 90 cm starken Wandungen aufgebaut und an drei Seiten mit spitzbogigen Schallöffnungen und zum Kirchendach mit einem Rundfenster versehen. Mit dem achtseitigen Turmhelm erreicht die Turmspitze eine Höhe von rund 35 Metern. Die Decke des neuen Chores erhielt ein gotisches Netzgewölbe mit Stichkappen und vier Jochen.
Am Anfall der ersten Rippen am Triumphbogen ist das Wappenschild des Johann von Enzberger angebracht: Ein goldener Ring mit drei Steinen. Drei Schlusssteine der sich kreuzenden Gurten sind in einer aus Quadrat und Vierpass (gotische Zierform) kombinierten Rahmung gefasst. Sie zeigen das Wappen Badens, das Baden-Sponheimische Wappen und eine aus Lindenholz geschnitzte Plastik 'Maria mit Jesuskind'. Das überlieferte römische Herkulesrelief wurde an der Ostseite über dem Chordach eingemauert. Der Chorbogen, der erhöht wurde, erhielt einen Spitzbogen mit tiefer Hohlkehle und die Türöffnung im Chor eine spitzbogige Stabwerkrahmung. Flachbogig ist das Stabwerk um das Wandtabernakel in der Chornordwand. Wesentlich älter sind zwei im Chor befindliche rundbogige Wandnischen sowie die kleine Sakramentsnische. Die Sakristei, im oberen Bereich zur selben Zeit umgebaut, ist mit einem Kreuzrippengewölbe mit verziertem Schlussstein überdeckt. Die Abgrenzung der hellen Wände von der gleich getönten Decke und den Rippen ist mit einfachen braunen Strichen in der ursprünglichen Fassung wieder sichtbar gemacht.
Nach Turm- und Chorumbau und dem Abriss des übrigen romanischen Baus erfolgte der Neubau des gotischen Langhauses. Von diesem Kirchenschiff, ca. 16 × 8 m, symmetrisch und axial von Ost nach West angeordnet, ist heute noch die Nordwand erhalten. Diese ist in vier hohe, spitzbogige Maßwerkfenster und einer mittig liegenden Eingangspforte gegliedert. Über dieser befindet sich das neu verglaste Rundfenster mit Vierpass. Die ursprüngliche Raumhöhe ist an dem restaurierten Zierfries über dem Chorbogen zu erkennen. Über dem nördlichen Portal mit Stabwerkrahmung in Eselsrückenform steht übersetzt 'anno domini 1473'. An der im 19. Jh. erbauten Westfassade ist das teilweise erhaltene gotische Stabwerkportal eingemauert. In dessen Schlussstein ist in altdeutscher Schrift ebenfalls '1473' eingemeißelt. Die Jahreszahlen dokumentieren den Abschluss einer umfangreichen Baumaßnahme, die allerdings erst 1483 vollständig abgeschlossen war. Von der gotischen Kirche befindet sich unter den Bankpodesten der Plattenbelag aus Sandstein und das 95 cm starke Fundament der westlichen Außenwand und der südlichen Längswand.
1506 mussten Dach und Langhaus instand gesetzt werden. Ein Jahr später wurde die Kirche dem Erzengel Michael geweiht. 1574 gab es erste Berichte über das Vorhandensein von Glocken und einer Turmuhr, die im Laufe der Jahrhunderte mehrfach Schaden erlitten. Während des Dreißigjährigen Krieges wurde der Turm schwer beschädigt. Seine Erneuerung erfolgte erst 1731, wobei er ein mit Schiefersteinen gedecktes Dach erhielt. Während der Franzosenkriege (17. und 18. Jh.) sind durch Überfälle auf das Dorf 1689, 1691 und 1707 schwere Schäden in der Kirche entstanden. Bänke, Kanzel und die gotische Innentür zur Sakristei wurden zerstört und alles Inventar geraubt. Aus Not konnten keine Reparaturen ausgeführt werden. Erst 1731 war es möglich, das beschädigte Kirchendach vollständig umzudecken. Vermehrt kamen Klagen über die zu klein gewordene Kirche. Mit markgräflicher Genehmigung wurde 1787 die gotische Südwand abgebrochen und 4 Meter südwärts neu erstellt. Vier hohe und ein niedriges Bogenfenster, darunter ein Mitteleingang, wurden im spätbarocken Stil ausgeführt. Der Einbau einer Empore brachte zusätzliche Plätze. Entgegen dem Wunsch der Gemeinde ist das Langhaus neu einseitig erweitert und das Dach asymmetrisch zum Turm mit flacherer Neigung errichtet. Im Speicher ist an der westlichen Turmwand der romanische und gotische Dachanfall noch erkennbar. Infolge der Erweiterung ist ein Teil des um 1740 verlegten Friedhofes überbaut und mit Sandsteinplatten abgedeckt worden. Eine 1992 unter den Bankpodesten entdeckte Grabplatte wurde neben der Tür zur Sakristei angebracht. 1787 blieb die Kirchendecke trotz des vergrößerten Raumes auf alter Höhe. Rund zwölf Meter lange Deckenbalken sind an einem Mittelüberzug und vier Sprengwerken aufgehängt. Die großflächige Kirchendecke hat wegen Materialspannungen immer wieder zur Rissebildung des Putzes geführt. Der Deckenputz wurde nun unter den imitierten Unterzügen aufgeschnitten und mit Dehnungsfugen versehen.
1889 musste die Kirche, nachdem sie wieder zu klein war, erneut erweitert werden. Diesmal wurde die westliche Außenwand abgebrochen und um 5 Meter verschoben. Dazu baute man an beiden Seiten Treppen und neben der Sakristei ein Treppenhaus ein. Die neuen Fassaden aus heimischem Sandstein sind in neugotischem Stil errichtet. Die Mittelempore wurde vergrößert. Beide Emporen erhielten neue Brüstungen. Auch das desolate Gestühl wurde erneuert. Die Ofenheizung von 1882 ist vier Jahrzehnte danach durch eine Warmluftheizung ersetzt worden.
Seit Bestehen der Kirche mussten immer wieder Reparaturen und Erneuerungen ausgeführt werden, die meist nur auf das notwendigste beschränkt blieben. Dabei war die innere Ausmalung des Gotteshauses vielmals einem Wandel unterworfen; dies war zuletzt 1961 der Fall. Bei der damals erfolgten Baumaßnahme musste die reparaturbedürftige Heizung umgerüstet werden. Ein Heiz- und Öllagerraum war zu errichten. Neu angelegte Warmluftschächte sorgten für Wärmeverteilung. Die Mittelempore wurde um rund 120 cm gekürzt. Holzstützen und Unterzüge unter den Emporen sind durch solche aus Stahl ersetzt worden. Die Brüstungen erhielten eine kassettenartige Plattenverkleidung. Den einfachen, hölzernen Kastenaltar tauschte man mit dem steinernen Tischaltar. Fünf Glasgemäldefenster von 1889 und ein Rundfenster wurden ausgewechselt 1962 bekamen die Fassade einen Neuanstrich. Die schadhafte Außentreppe sowie die Fußwege belegte man mit Kunststeinplatten.
Im Laufe der vergangenen 30 Jahre zeigten sich wieder Schäden im Inneren und Äußeren der Kirche. Nach intensiver Vorbereitung begannen im Herbst 1990 die bisher umfangreichsten Umbau- und Renovierungsarbeiten an der Michaelskirche. Der Kirchengemeinderat war in Zusammenarbeit mit Architekt, Restaurator, Landesdenkmalamt und Oberkirchenrat an denkmalschützerische Vorgaben gebunden. Dem Erhalt des historisch wertvollen Baubestandes war in besonderem Maße Rechnung zu tragen. Im ersten Bauabschnitt erfolgte nach Einrüstung des Gebäudes die Auswechslung des beschädigten Holzwerkes und der Neueindeckung des Turmes. Turmspitze mit Wetterfahne und Erzengel wurden vergoldet, ebenso die Zeiger auf dem neuen Zifferblatt. Ein funkgesteuertes elektronisches Uhrwerk wurde eingebaut. Die Dachrinnen mit Abfallrohren sowie Blitzschutzleitungen wurden erneuert. Im September 1991 begannen als zweiter Bauabschnitt die Innenarbeiten. Nach der dringend notwendigen Erneuerung der Heizungsanlage kann sie weiter mit Heizöl betrieben und künftig auch mit Erdgas befeuert werden. Zur wesentlichen Konzeption des Kircheninneren gehört die neue Gliederung des Raumes durch die Ergänzung der Stützen im Erdgeschoss und deren Fortsetzung auf den Emporen. Mit Blendunterzügen unter der Decke tritt nun optisch der freie Kirchenraum gegenüber den Emporen hervor. Dieser Eindruck wurde durch die weitere Rücknahme der mittleren Empore um rd. 90 cm noch verstärkt. Die erzielte Wirkung lässt nun die etwaige Raumgröße der gotischen Kirche erkennen. Entscheidend war auch, von der Kirche des 15. Jahrhunderts und den folgenden Epochen erhaltenswertes freizulegen, zu renovieren und zu restaurieren. Teilweise bis zu fünf Deckanstriche mussten vom Restaurator sorgfältig entfernt werden. Dadurch kamen längst vergessene Fresken zum Vorschein. Im vorderen Teil der Kirche sind nun die eindrucksvollen Fragmente, besonders der Abendmahlszene aus dem 16. Jahrhundert zu bewundern. Am Kreuzgewölbe des Chores sind übermalte Blumenmotive freigelegt, deren lichte Farbtöne mit dem zarten Rot der Sandsteineinfassung und den schmückenden Schlusssteinen des 15. Jahrhunderts harmonieren. Die Farben späterer Raumausmalungen (17./18. Jh.) wurden fein abgestimmt zum Gesamtkonzept der erfolgten Renovierung. Die jetzt abgeschrägten Fenstersimse der Nordwand und die kleine Nische am Kanzelaufgang sind dem 15. Jh. zuzurechnen. Die Simse der Südfenster sind der Nordseite angepasst. Die Sakramentsnische im Chor und verschiedene restaurierte (unebene) Putzflächen gehören zu spätgotischen Bauphase. Der neue Bodenbelag aus Sandsteinplatten wird diesem Baustil am ehesten gerecht.
Zur Verbesserung der Klangfülle steht die neue Orgel auf der Mittelempore, axial zu Chor und Haupteingang. Der Unterbau ist mit Stahlträgern und Stützen verstärkt. Die Holzverkleidung der Stützen und die freigelegten neugotischen Emporebrüstungen, sowie das Gestühl, sind auf die Ausmalungen von Orgel und Gesamtkirchenraum abgestimmt. Die gewählten Farben basieren zum Teil auf vorgefundenen Alttönen. Trotz der Nöte und mancher Armut haben sich die Bewohner des Dorfes über die Jahrhunderte hinweg immer wieder für den Erhalt ihres Gotteshauses eingesetzt.
Seit 1994 die Innenrenovierung abgeschlossen ist, wird die Michaelskirche in ihrer Gesamtanlage dem Prädikat 'Kulturdenkmal' voll gerecht und ist als solches besonders zu würdigen und weiter zu erhalten.

## Öffentliche Einrichtungen

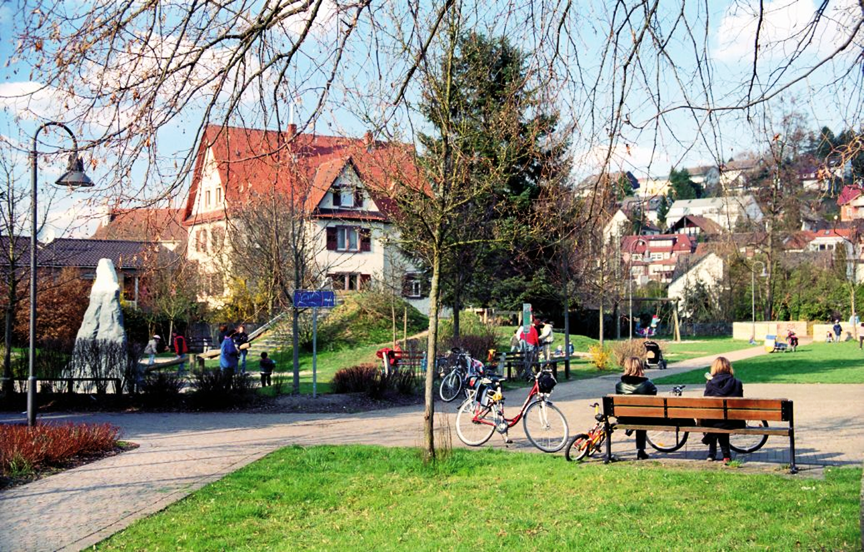
Leerdamplatz

Söllingen hat als einziger Ortsteil in Pfinztal ein öffentliches Hallenbad. Darin finden neben den Schulschwimmunterrichten auch Schwimmkurse statt. In unmittelbarer Nachbarschaft befinden sich die Räuchle-Halle und das Emil-Frommel-Haus.
Die Bücherei des Ortes befindet sich im Bürgerhaus (gegenüber dem Rathaus an der B10).

## Sehenswürdigkeiten

### Bertha Benz Memorial Route
Söllingen liegt an der Bertha Benz Memorial Route, die an die erste automobile Fernfahrt von Bertha Benz (1888) erinnert, und von Mannheim über Berghausen nach Pforzheim und über Bretten wieder zurück nach Mannheim führte.

### Naturerlebnispfad Pfinztal (NEPP)
Im Söllinger Walddistrikt "Dammschlag" wurde 2003 der Naturerlebnispfad Pfinztal offiziell eröffnet. Der von der Gemeinde finanzierte und in Mitwirkung von vielen Bürgerinnen und Bürgern entstandene Pfad ist im Laufe der Jahre auf 16 Stationen angewachsen.

## Wappen
Die älteste Darstellung des Söllinger Ortswappens geht auf das Jahr 1743 zurück. Das auf einem Stein an der Friedhofsmauer gehauene Wappen zeigte dabei allerdings noch die Wappenfigur verkehrt herum. Der Stein wurde im Laufe der Zeit während Restaurierungsarbeiten entfernt.
Anfang des 20. Jahrhunderts hat das Badische General-Landesarchiv die damals noch selbstständige Gemeinde Söllingen veranlasst das heutige Wappen "in Silber ein Winkellot" zu führen. Da diese Anordnung von 1902 verschiedene Deutungen zuließ hat in den 1970er Jahren nochmals eine Überprüfung des Wappens stattgefunden. Das heutige Gemeindewappen wurde dann am 26. März 1971 übergeben.
Die genaue Bezeichnung lautet: „In Silber (weiß) das rote Dorfzeichen (ein Kreuz mit tiefgesetztem Querbalken) auf seiner Spitze ein Winkel mit abwärts gekehrten Schenkeln.“